# Izvoarele (gmina w okręgu Aluta)
Izvoarele – gmina w Rumunii, w okręgu Aluta. Obejmuje miejscowości Alimănești i Izvoarele. W 2011 roku liczyła 3485 mieszkańców.